# Anton Weber (architekt)
Anton Weber (3. prosince 1858 Litoměřice – 29. března 1942 Vídeň) byl německo-český a rakouský architekt, jeden z představitelů pozdního historismu a novogotické architektury, který stavěl a restauroval budovy v Rakousku, Jižním Tyrolsku a Čechách. 

## Život a dílo
Navštěvoval gymnázium v Litoměřicích a poté studoval na Technické univerzitě v Mnichově a na Technické univerzitě ve Vídni a od roku 1881 na Akademii výtvarných umění ve Vídni. V letech 1883–1886 pracoval v ateliéru architekta Friedricha von Schmidta (1825–1891). V roce 1883 mu byla udělena Římská cena Akademie výtvarných umění ve Vídni.
Od roku 1887 působil jako samostatný architekt. Jeho kancelář měla několik zaměstnanců, mezi nimiž byl i Fritz von Herzmanovsky-Orlando, kteří se podíleli na mnoha stavebních projektech v korunních zemích podunajské monarchie. Jeho práce se soustředila na výstavbu kostelů a restaurování historických budov, ale podílel se také na výstavbě vil a hotelů. Weber realizoval také mnoho zakázek od vysoké šlechty, např. četné projekty přestaveb hradů a zámků. Zvláštní vztah měl k následníkovi trůnu arcivévodovi Františku Ferdinandovi, pro kterého postavil několik administrativních budov na Konopišti. Jeho život se vyznačoval také čilou novinářskou činností. O jeho kreslířském talentu svědčí četné architektonické kresby. Po skončení první světové války nejsou zdokumentovány téměř žádné projekty Antona Webera. 

## Umělecké hodnocení
Stavby Antona Webera z let 1885-1905 ukazují, že byl představitelem školy Friedricha Schmidta, a to jak v mistrovství „gotického stylu“, které vyplynulo z jeho práce na vídeňské radnici, tak v četných opravách kostelů. Vrcholem této imitace gotického slohu byla novostavba farního kostela v jihotyrolském Marlingu, kterou spolu s interiérem navrhl tak, aby vytvořil dokonalé umělecké dílo v duchu historizujícího architektonického pojetí. Krátce před první světovou válkou byl však tento restaurátorský postup stále více kritizován a pozornost se tehdy soustředila především na zachování stávající stavební struktury. Weber při stavbě vil a hotelů, zejména „vily Isenburg“ v Meranu, rozvinul takzvaný „eppanský styl“, a měl tak formativní vliv na styl vilové výstavby v tomto regionu. 

## Ocenění a členství v organizacích
- Římská cena (1881)
- Čestný člen Akademie v Miláně (1888)
- Družstvo výtvarných umělců ve Vídni (Klub architektů) (1888)
- Rakouský svaz inženýrů a architektů (dočasně v představenstvu) (1893-1922)
- Profesní titul Baurat (1908)
- Rakouská společnost pro křesťanské umění
- Stříbrná jubilejní medaile Družstva výtvarných umělců ve Vídni (1936)[1]

## Stavby (výběr)

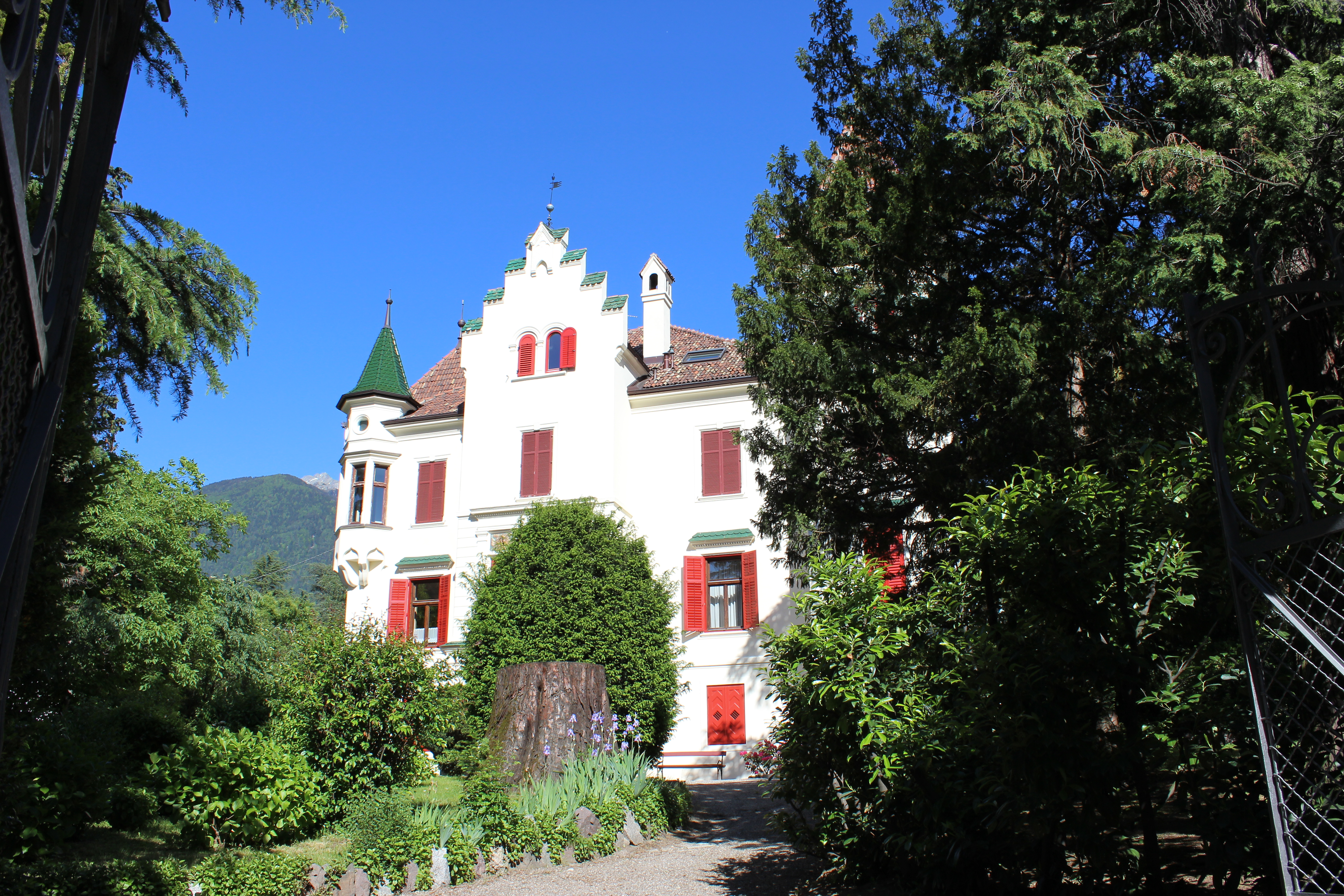
Villa Isenburg Meran

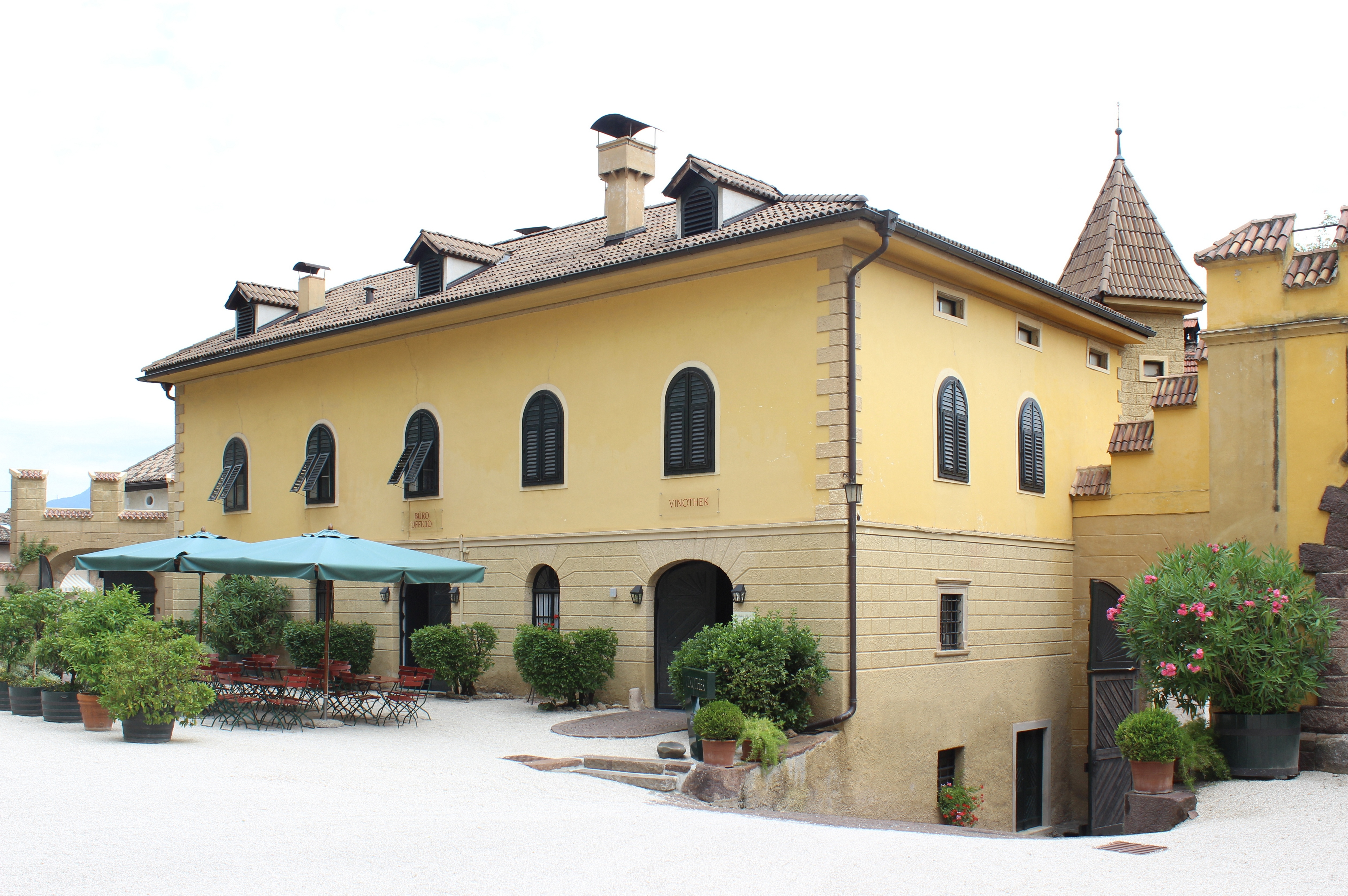
Zámek Sallegg v Mitterdorfu (Kaltern)

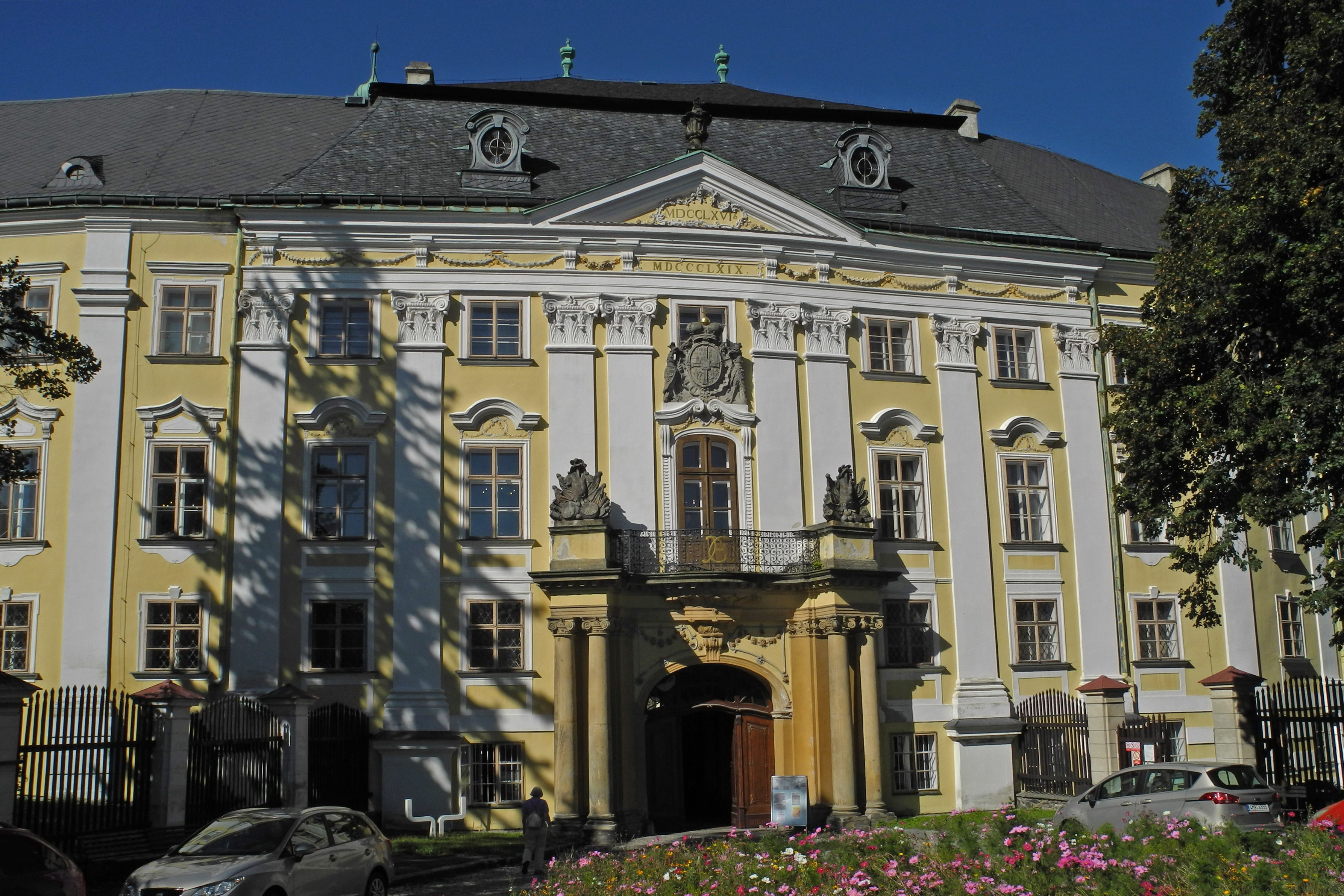
Obnova zámku v Bruntále

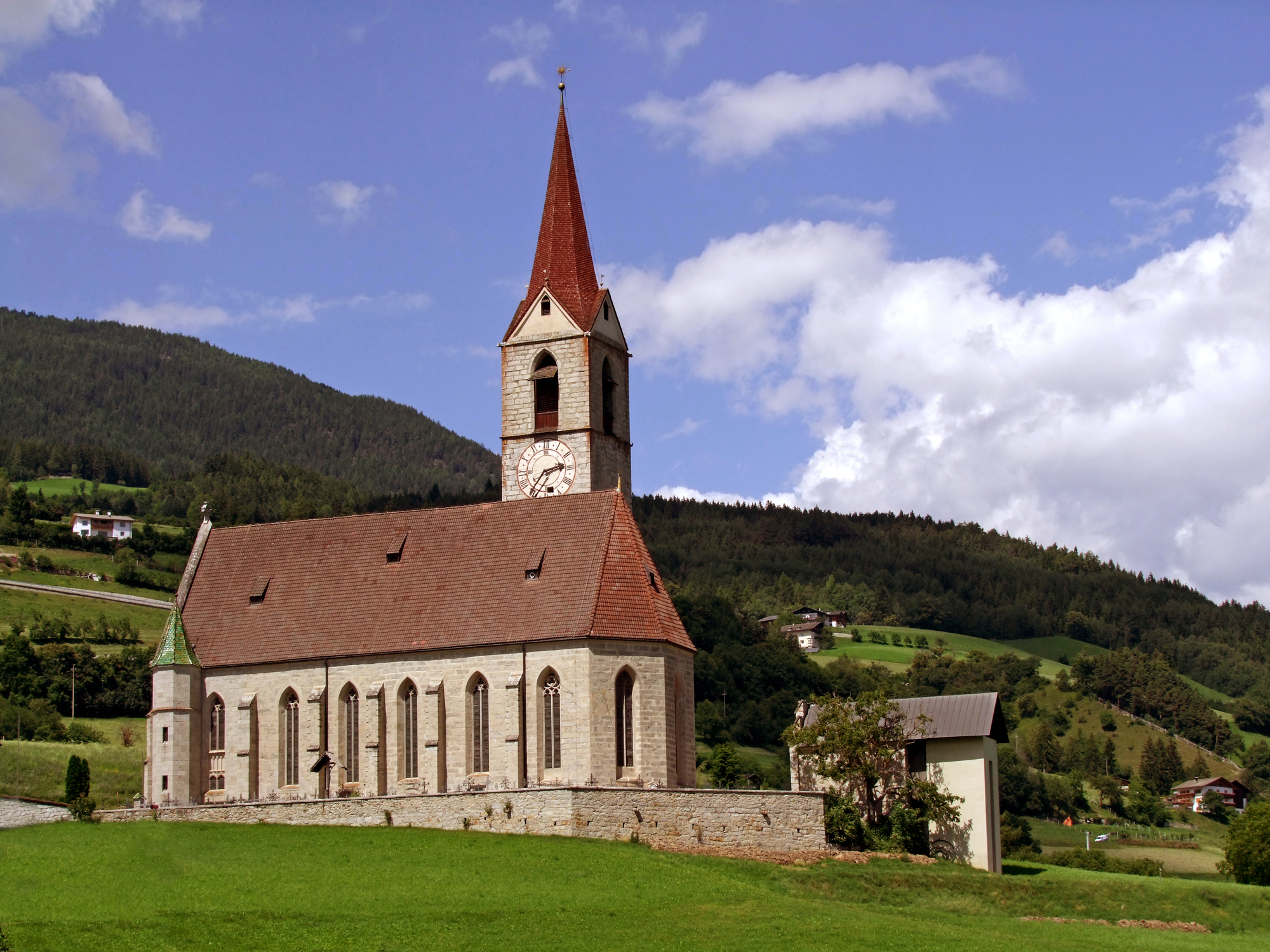
Rozšíření farního kostela Nanebevzetí Panny Marie ve Feldthurnu

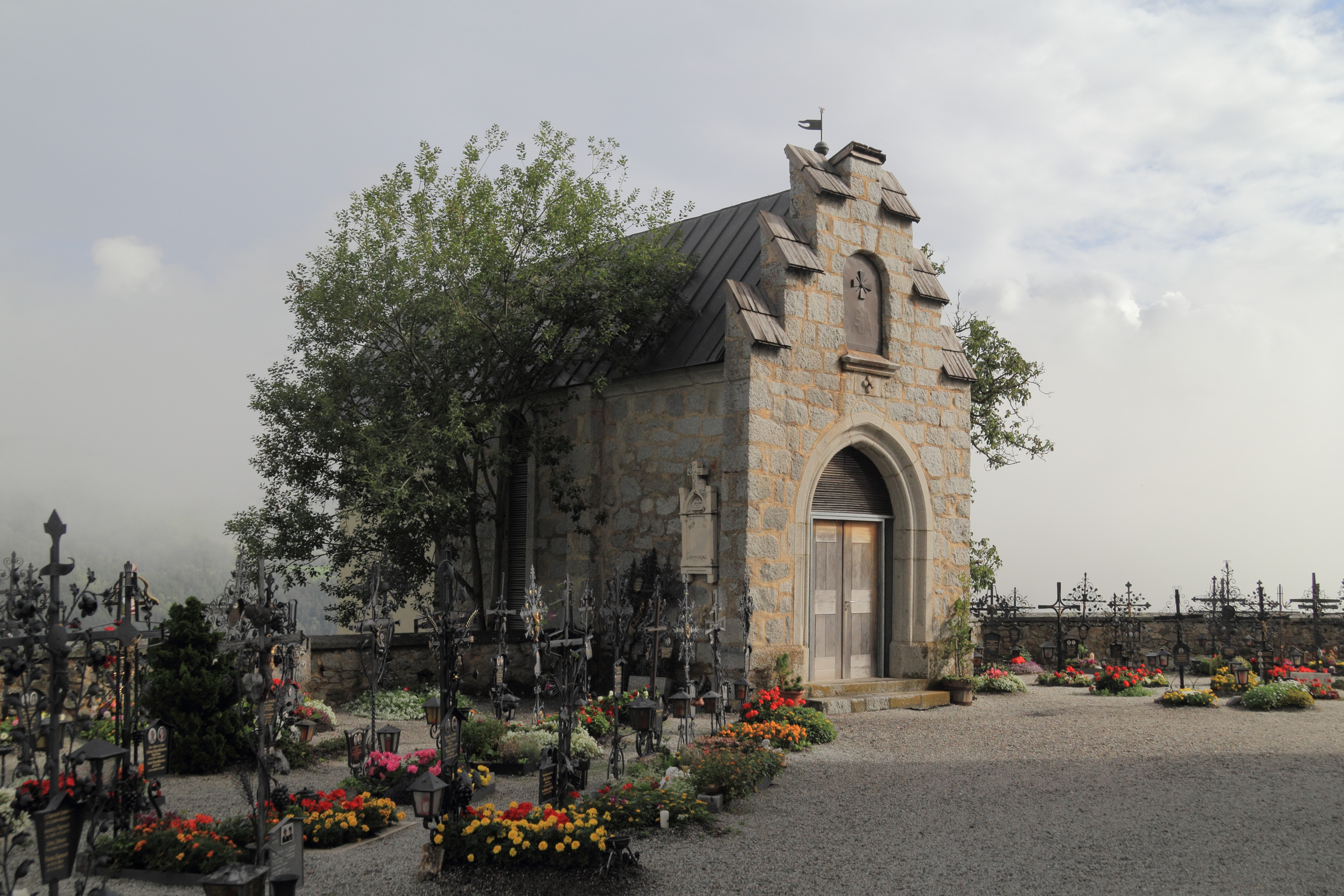
Hřbitovní kaple ve Feldthurns

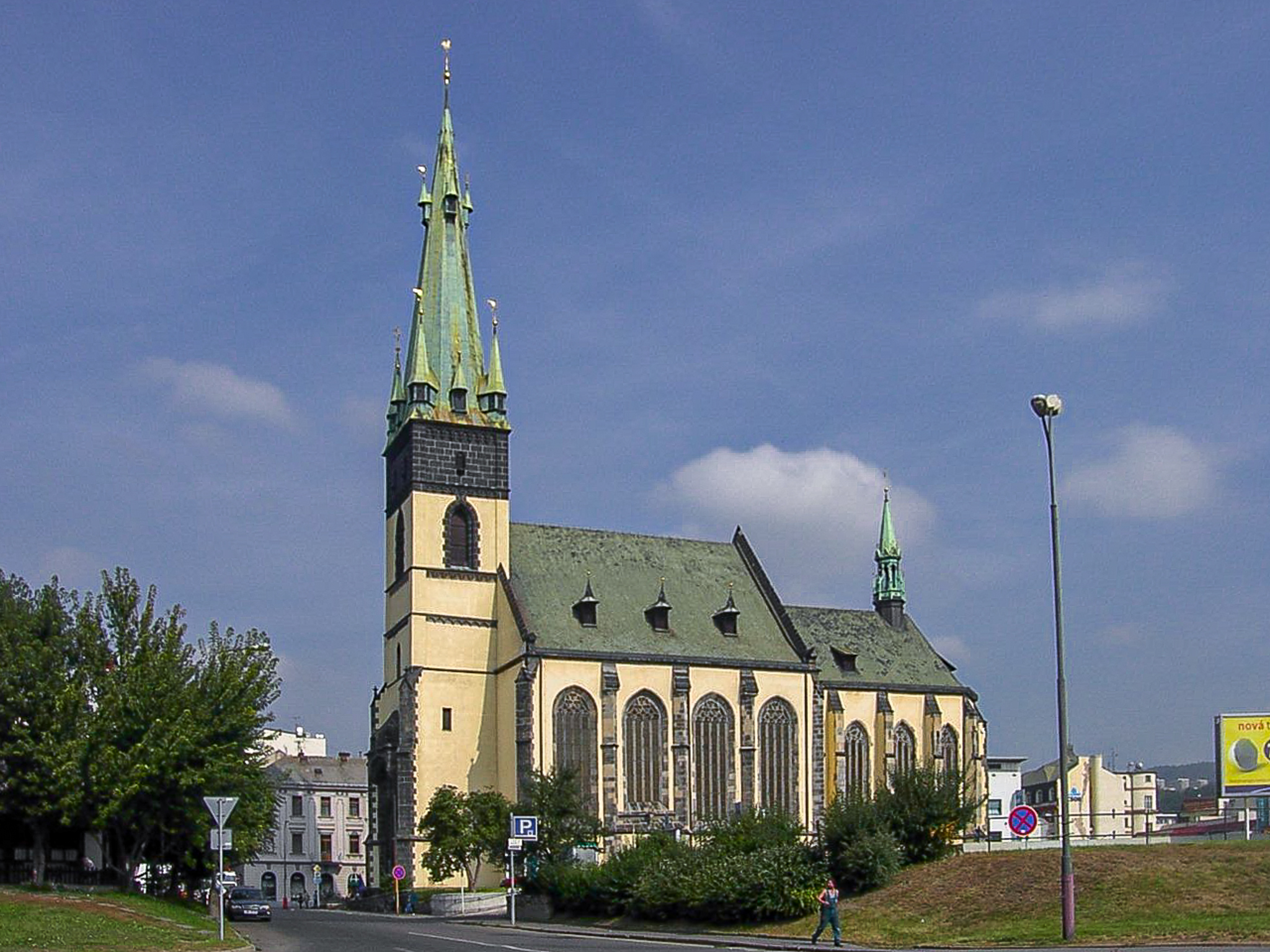
Novogotická přestavba kostela Nanebevzetí Panny Marie v Ústí nad Labem

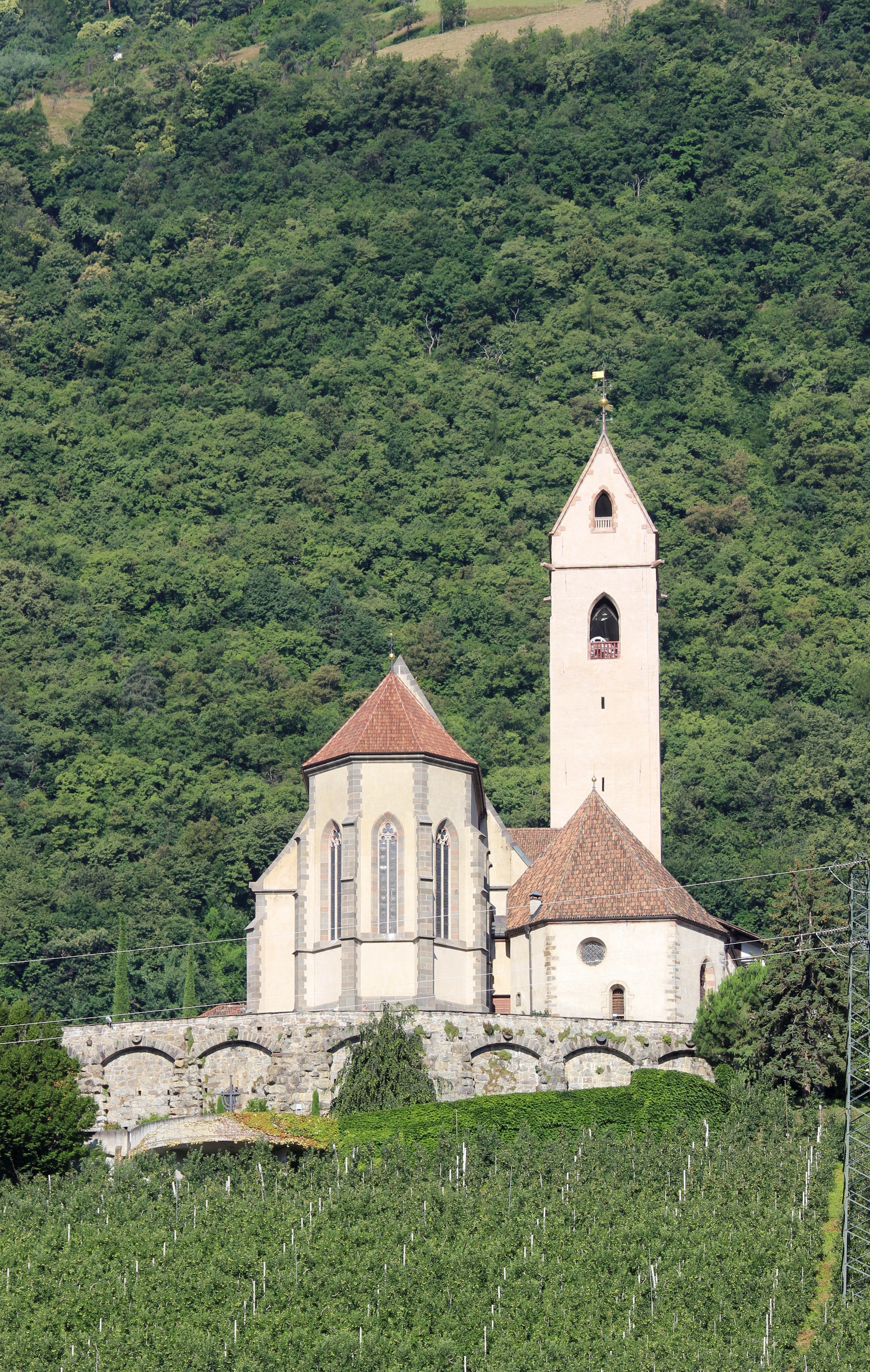
Farní kostel v Marlingu

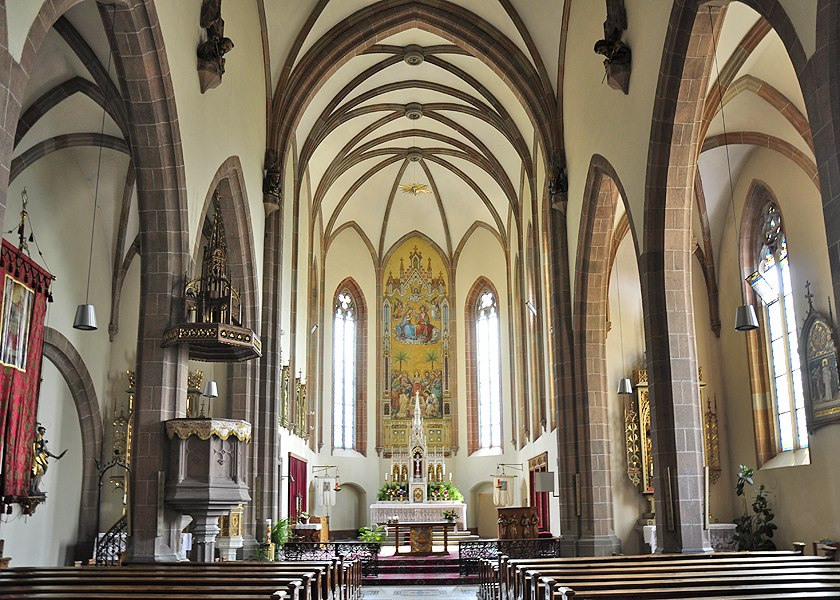
Interiér farního kostela v Marlingu

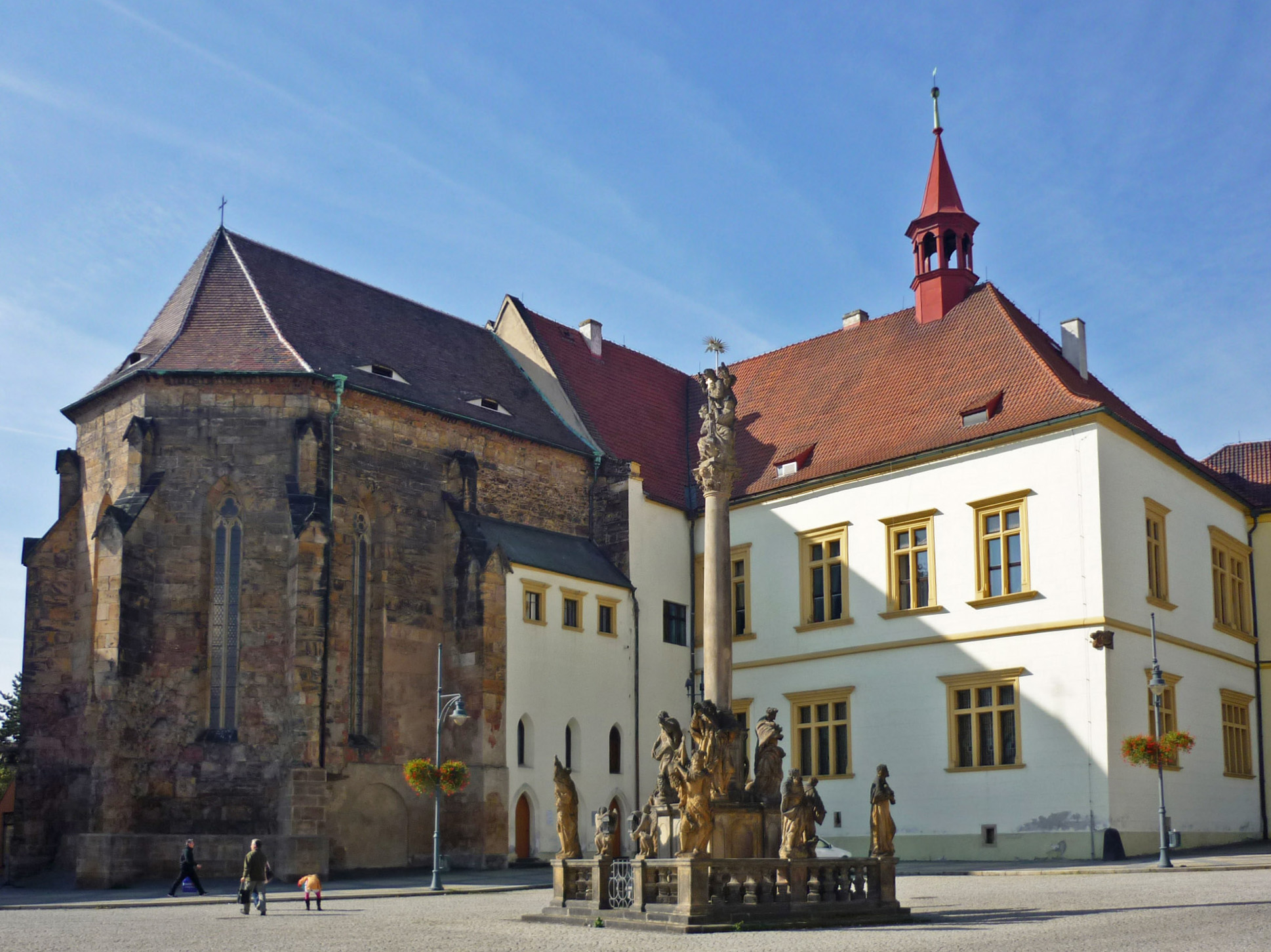
Obnova kostela svaté Kateřiny a bývalé komendy křižovnického řádu v Chomutově

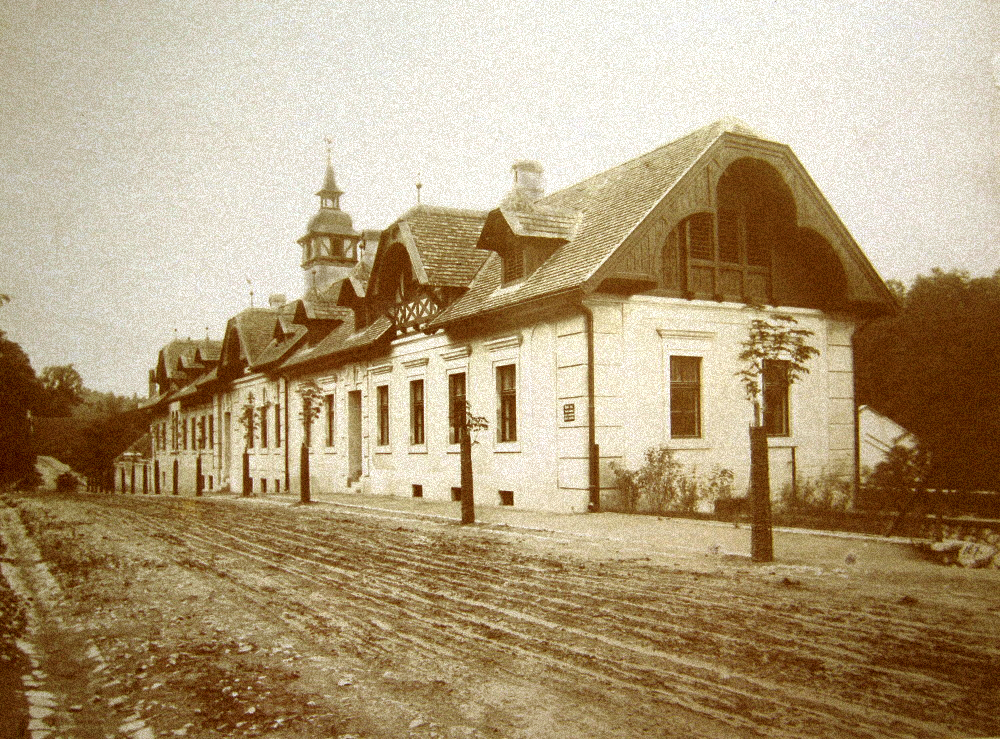
Kancelářská budova lesního hospodářství na Konopišti

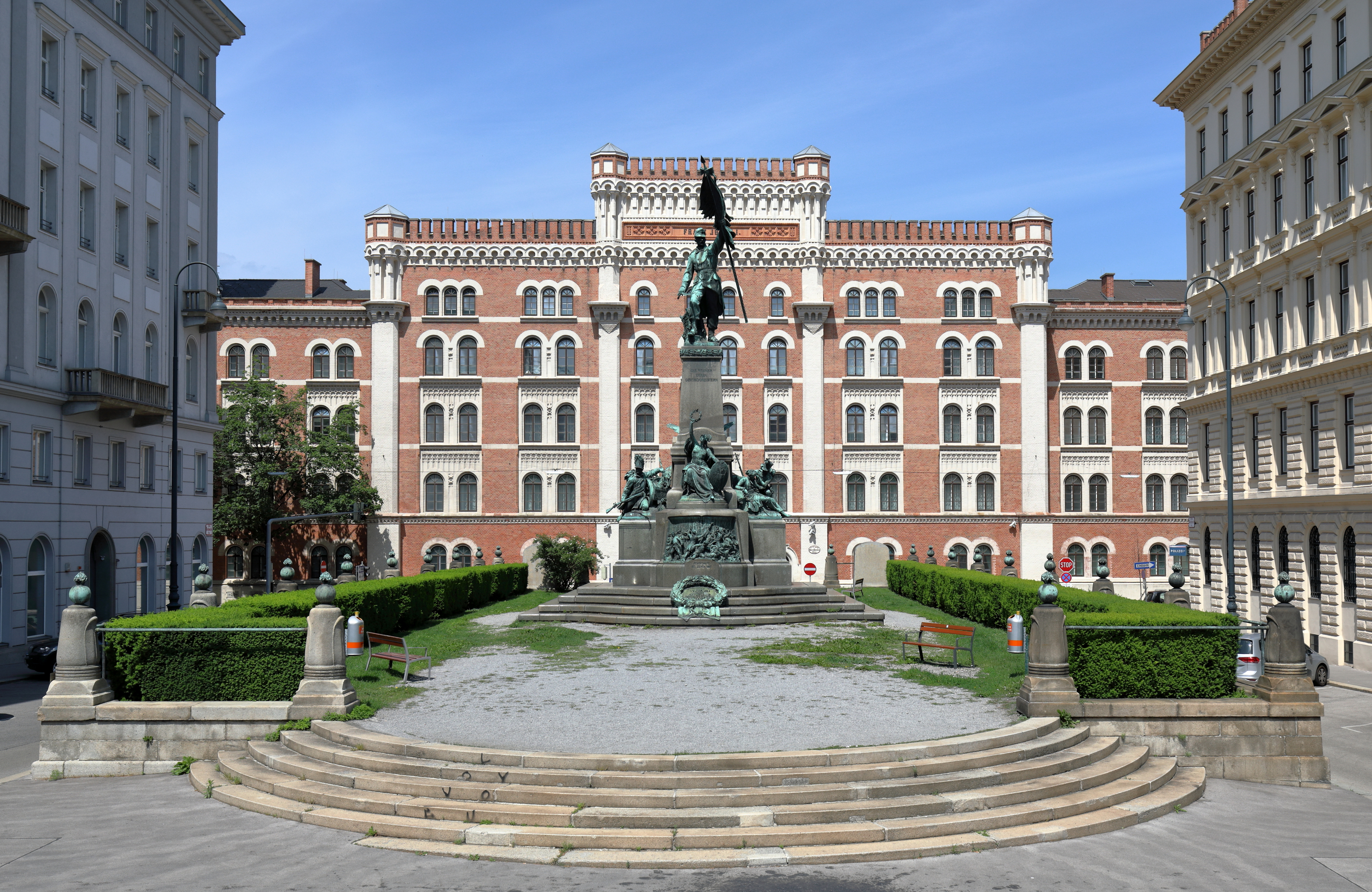
Památník Deutschmeister ve Vídni

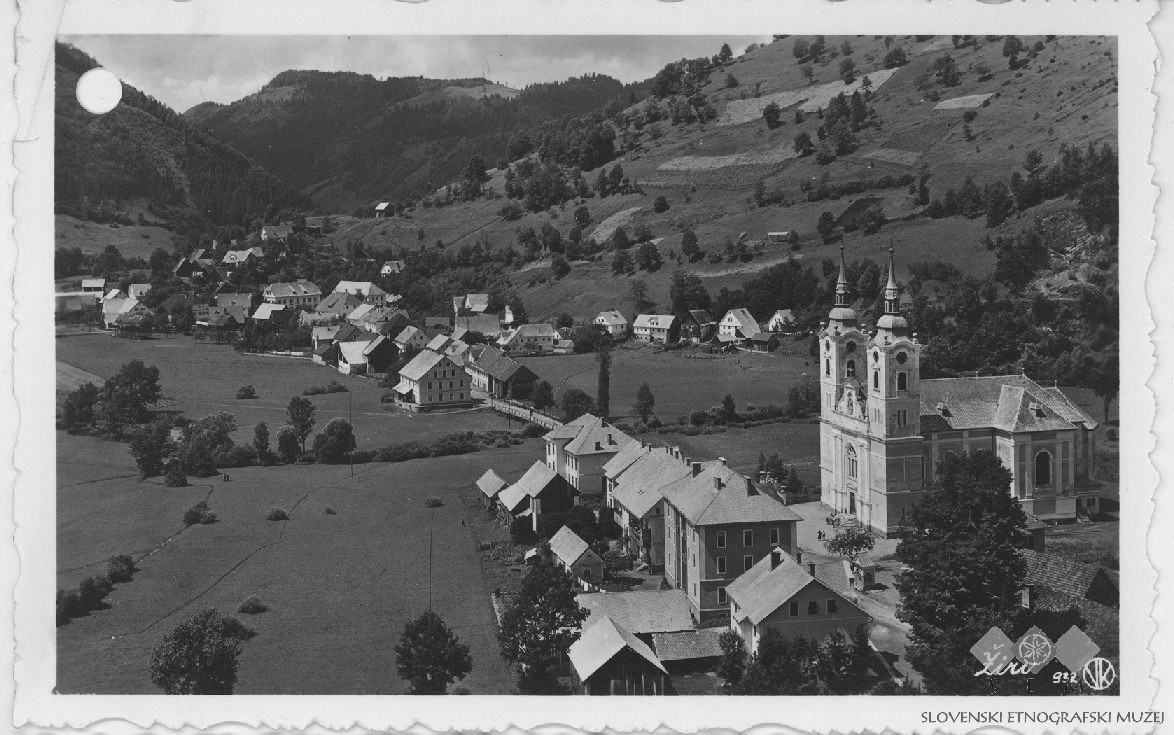
Farní kostel sv. Martina v Sairachu (Kraňsko)

### Obytné a komerční budovy
- kolem roku 1890: přestavba zámku Pottschach (Dolní Rakousko)
- 1894: Vila Isenburg v Meranu, Winkelweg 1 (Jižní Tyrolsko)
- 1895: Fara v Untermaisu (Jižní Tyrolsko)
- kolem roku 1897: přestavba loveckého zámečku v Dubsku č. 10, okres Benešov (Čechy)
- kolem roku 1896: hostinec a štábní dům na Konopišti (Čechy)
- 1896: Nájemní dům v Mnichově (Bavorsko)[6]
- 1898–1905: Rekonstrukce zámku Hohenwerfen (Salcbursko)
- 1900–1902: Jižní křídlo zámku Sallegg v Mitterdorfu, okres Kaltern (Jižní Tyrolsko).
- 1901: Přestavba vily Salvotti v San Giorgio u Trenta
- kolem roku 1902: Skupina srubů na Guttaringalpe u Löllingu (Korutany)
- 1908: Přestavba zámku zámku Bruntál (Rakouské Slezsko)

### Veřejné budovy
- 1881: Přestavba a obnova farního kostela sv. Mikuláše v Meranu (Jižní Tyrolsko)
- 1881: Přestavba a restaurování špitálního kostela v Meranu (Jižní Tyrolsko)
- 1893: Kašna s legendou o Čertově mlýně ve Vídni
- 1896: Obnova kostela svaté Markéty v Laně (Jižní Tyrolsko)
- 1894–1898: Obnova a rozšíření farního kostela Nanebevzetí Panny Marie ve Feldthurnu a novostavba hřbitovní kaple ve Feldthurnu (Jižní Tyrolsko)
- kolem roku 1897: novogotická přestavba kostela Nanebevzetí Panny Marie v Ústí nad Labem  (Čechy) a úprava kostelního náměstí
- 1899: Obnova kostela svaté Kateřiny a bývalé komendy křižovnického řádu v Chomutově (Čechy)
- Před rokem 1900: Obnova věže kostela Maria-Trost v Untermais (Jižní Tyrolsko)
- 1899: Kaple Finele v údolí Passeier (Jižní Tyrolsko)
- 1900: Budova lesního úřadu na Konopišti (Čechy) podle návrhu Ludwiga Baumanna
- 1901: Novostavba farního kostela Maria Himmelfahrt v Marlingu (Jižní Tyrolsko)
- 1902: Penzion Fortuna v Meranu (Jižní Tyrolsko)
- 1902: Passerpromenade 52 v Meranu (společně s Pietrem Deluganem)
- 1903–1904: Hotel Kastell v Küb am Semmering (okres Neunkirchen, Dolní Rakousko) (společně s C. Postlem)
- 1905: Hrobka rodiny Pannových na vídeňském ústředním hřbitově
- 1906: Pomník Deutschmeister Vídeň, Deutschmeisterplatz (spolu se sochařem Johannesem Benkem)[7]
- 1906–1910: Farní kostel sv. Martina v Sairachu (Žiri) (Kraňsko)
- 1911: Priessnitzova kašna, Türkenschanzpark ve Vídni

## Nerealizované návrhy
- 1888: Fasáda milánského dómu (soutěžní návrh, 3. cena)
- 1888: Nová budova Depositenbank ve Vídni (projekt)
- 1895: Farní kostel v Tramínu u Bolzana (projekt)
- 1894: Radnice ve Stuttgartu (soutěžní návrh)
- kolem roku 1895: radnice v Plauen u Drážďan (soutěžní návrh)
- kolem roku 1902: Zemědělská škola v Litoměřicích (projekt)
- kolem roku 1903: evangelický kostel v Innsbrucku v Tyrolsku (soutěžní návrh, spolu s G. Münzbergerem, 3. cena)
- 1903: Kostel v Hall in Tirol (projekt obnovy)
- 1904: Poštovní spořitelna ve Vídni (soutěžní návrh)
- 1905: Sparkasse Kufstein, Tyrolsko (soutěžní návrh)
- 1905: Kostel svatého Ruprechta ve Vídni (projekt obnovy)
- 1906: Bytové domy v Mnichově, Hohenzollenstr. 31-33 a Ohmstr. 17 (projekt)[8]
- 1907: (projekt): nový farní kostel v Schenně v Jižním Tyrolsku (projekt)
- 1908: (soutěžní návrh): památník bitvy u Aspern (projekt)
- 1912: Přestavba skupiny domů u špitálního kostela v Mödlingu (Dolní Rakousko) (soutěžní návrh, 1. cena)